# Wenshan
Wenshan (chiń. 文山壮族苗族自治州; pinyin: Wénshān Zhuàngzú Miáozú Zìzhìzhōu) – prefektura autonomiczna mniejszości etnicznej Zhuang i Miao w Chinach, w prowincji Junnan. Siedzibą prefektury jest powiat Wenshan. W 1999 roku liczyła 3 186 298 mieszkańców.